# Sebastiano Baggio
Sebastiano Baggio, född 16 maj 1913 i Rosà, död 21 mars 1993 i Rom, var en italiensk kardinal och ärkebiskop. Han var ärkebiskop av Cagliari från 1969 till 1973 och prefekt för Biskopskongregationen 1973–1984. Baggio tjänade som camerlengo från 1985 till 1993. Från 1984 till 1990 var han ordförande för Påvliga kommissionen för Vatikanstaten.

## Biografi
Sebastiano Baggio studerade vid Påvliga universitetet Gregoriana i Rom, där han blev doktor i kanonisk rätt. Han prästvigdes 1935 och blev medlem av Heliga stolens diplomatiska kår.
I juni 1953 utnämndes Baggio till titulärärkebiskop av Ephesus och biskopsvigdes av kardinal Adeodato Giovanni Piazza i Santa Maria in Vallicella den 26 juli samma år. Han blev i samband med detta påvlig nuntie i Chile. Kardinal Baggio deltog i Andra Vatikankonciliet 1962–1965.
Den 28 april 1969 upphöjde påve Paulus VI Baggio till kardinaldiakon med Santi Angeli Custodi a Città Giardino som titeldiakonia. Senare samma år installerades han som ärkebiskop av Cagliari. Han deltog i konklaven i augusti 1978, vilken valde Johannes Paulus I till ny påve, och i konklaven i oktober 1978, som valde Johannes Paulus II. 
Kardinal Baggio avled på Gemellisjukhuset i Rom 1993 och är begravd i sin hemstad Rosà.